# Liste des églises de la Savoie
Cette liste des églises de la Savoie recense les édifices religieux - églises, basiliques et cathédrales - situés dans le département de la Savoie. Tous sont situés dans l'archidiocèse de Chambéry, Maurienne et Tarentaise, exception faite des édifices situés dans les paroisses d'Ugine et du Val d'Arly qui appartiennent au diocèse d'Annecy.

## Architecture religieuse en Savoie
Les édifices situés sur le département savoyard témoignent des différentes évolutions architecturales du patrimoine religieux s'étalant entre le XIe siècle à nos jours.
Ainsi, le style roman apparaît en Savoie à partir du XIIe siècle.
À partir de la fin du XIIIe siècle, le gothique se développe, grâce à l'arrivée d'architectes français,. Le « baroque savoyard ou alpin » se développe entre les années 1650 et 1770,. C'est au cours de cette période que sont édifiés dans les vallées les clochers à bulbe, d'inspiration germanique,.
Au XIXe siècle, le duché de Savoie, puis des deux départements savoyards, est marqué par la reconstruction de ses églises. L'architecture de ces édifices est marquée par trois grands styles : le néo-classicisme, le néo-gothique et le néo-roman. Il arrive parfois que les architectes mélangent les styles que l'on rassemble dans le style éclectique et que l'on nomme parfois « Romano-byzantin ».
Le style néoclassique, que l'on qualifie aussi de style « sarde », fait son apparition à la suite de la Restauration de la Maison de Savoie en Savoie à partir de 1815. Ce mouvement débute quelque temps auparavant sous le règne du duc de Savoie, puis roi de Sardaigne Victor-Amédée II de Savoie et repris par ses successeurs. Victor-Amédée II souhaite aménager son territoire en mettant en place une unité architecturale, le style néoclassique est le courant qui se développe à cette période en Europe. Celle-ci passe par la création d'un Congresso d’Architettura (Congrès d’Architecture) en 1773, qui évolue ensuite en Conseil des Édiles, en 1822. Il est donc enseigné à l'Académie de Turin. Le style néoclassique est donc choisit pour la reconstruction des édifices du duché de Savoie, ainsi que des édifices publics, détruits durant l'occupation des troupes révolutionnaires françaises. L'érudit savoyard Marius Hudry a considéré qu'il s'agissait du « dernier grand style savoyard ». Toutefois, bien que librement inspiré de la mode turinoise et piémontaise, il est qualifié de « sarde » afin de souligner son origine étrangère à la Savoie et que « cela produit des édifices un peu conventionnels », voire « rigide[s] ». Face aux émotions créées par le baroque, le néoclassicisme sarde semble vouloir marquer « l'obéissance à l'ordre religieux, indissociable à l'autoritarisme politique et social » de cette période. Il apparait ainsi souvent mal-aimé. Les églises néoclassiques se localisent principalement dans l'avant-pays savoyard, où près de 130 églises dans toute la Savoie ont ainsi été restaurées ou construites. Par ailleurs, au même moment, de nombreux clochers, détruits ou endommagés, ont eux aussi été reconstruits dans ce style.
Par la suite, on abandonne le style néoclassique pour celui néo-gothique, à la suite de l'Annexion de la Savoie sous le Second Empire en 1860 et qui perdure sous la Troisième République. Parallèlement, le néo-roman voire à nouveau l'éclectisme se diffusent en Savoie.
Au XXe siècle, les architectes proposent des édifices dans les villes ou dans les stations plus contemporains. On les attache généralement à l'architecture dite néo-régionaliste.

## Classement
Le classement ci-après se fait par commune selon un ordre alphabétique. Des informations, lorsqu'elles sont présentes, permettent d'indiquer la date et le style de l'église, ainsi que son éventuelle protection aux Monuments historiques (classement ou inscription ou encore la présence d'objets protégés).

### A
| Commune                  | Église                                               | Notes                                                                 | Protection        | Illustration |
| ------------------------ | ---------------------------------------------------- | --------------------------------------------------------------------- | ----------------- | ------------ |
| Aigueblanche             | Église Saint-Martin de Villargerel                   | Art baroque savoyard (1682),                                          | Classé MH (1943)  |              |
| Aime-la-Plagne (Granier) | Église Saint-Barthélemy                              | Art baroque savoyard (XVIe siècle, chœur reconstruit au XVIIe siècle) |                   |              |
| Aime-la-Plagne           | Basilique Saint-Martin d'Aime                        | XIe siècle,                                                           | Classé MH (1875)  |              |
| Aime-la-Plagne           | Église Saint-Sigismond d'Aime                        |                                                                       | Inscrit MH (1984) |              |
| Aime-la-Plagne           | Église Saint-Jacques de Longefoy                     |                                                                       |                   |              |
| Aix-les-Bains            | Église Notre-Dame                                    | style d'inspiration byzantine (1890-1905)                             | inventaire (2006) |              |
| Aix-les-Bains            | Église Saint-Simond                                  | Maurice Novarina (1963).                                              |                   |              |
| Aix-les-Bains            | Temple protestant d'Aix-les-Bains                    | Inauguré en 1877                                                      |                   |              |
| Albens                   | Église Saint-Alban d'Albens                          | XIXe siècle (Second Empire)                                           |                   |              |
| Albens                   | Église de Notre-Dame-de-Tout-Pouvoir d'Ansigny       | XVIe siècle.                                                          |                   |              |
| Albertville (Conflans)   | Notre-Dame-de-l'Assomption ou Saint-Grat de Conflans | 1701,                                                                 | Inscrit MH (1989) |              |
| Albertville              | Église Sainte-Thérèse                                |                                                                       |                   |              |
| Albertville              | Église Saint-Sigismond                               |                                                                       |                   |              |
| Albertville              | Église Saint-Jean-Baptiste                           | (1868-1873)                                                           |                   |              |
| Les Allues               | Église Saint-Martin                                  | XIIe siècle                                                           |                   |              |
| Aussois                  | Église Notre-Dame-de-l'Assomption                    | Art baroque savoyard (1648),                                          | Classé MH (1971)  |              |
| Avrieux                  | Église Saint-Thomas-Becket                           | Art baroque savoyard (deuxième moitié du XVIIe siècle, XVIIIe siècle) | Classé MH (1989)  |              |
|                          |                                                      |                                                                       |                   |              |
|                          |                                                      |                                                                       |                   |              |

### B
| Sommaire : | - Haut - A - B - C - D à F - G à L - M - N à Q - R - S - T à U - V à Y |

| Commune           | Église                                            | Notes                            | Protection                                           | Illustration |
| ----------------- | ------------------------------------------------- | -------------------------------- | ---------------------------------------------------- | ------------ |
| Beaufort          | Église Saint-Maxime                               | agrandie entre 1608 et 1670      |                                                      |              |
| Beaufort Arêches  | Église Saint-Jean-Baptiste d'Arêches              | [ 26 ]                           |                                                      |              |
| Les Belleville    | Église Saint-Martin de Saint-Martin-de-Belleville | Art baroque savoyard (1650-1750) |                                                      |              |
| Bessans           | Église Saint-Jean-Baptiste                        |                                  | Clocher Inscrit MH (1947) · Église Inscrit MH (1996) |              |
| la Biolle         | Égliseglise Notre-Dame-de-l’Assomption            | 1850                             |                                                      |              |
| Bonneval-sur-Arc  | Église Notre-Dame-de-l'Assomption                 | entièrement modifiée en 1869     | Inscrit MH (1972)                                    |              |
| Le Bourget-du-Lac | Église Saint-Laurent                              | Restauration au XVIe siècle      | Inscrit MH (1900)                                    |              |
| Bozel             | Église Saint-François-de-Sales                    | Art baroque savoyard (1732-1755) |                                                      |              |

### C
| Sommaire : | - Haut - A - B - C - D à F - G à L - M - N à Q - R - S - T à U - V à Y |

| Commune                           | Église                             | Notes | Protection             | Illustration |
| --------------------------------- | ---------------------------------- | --- | ---------------------- | ------------ |
| Cessens                           | Église Saint-Laurent de Cessens    | XVIIIe siècle |                        |              |
| Cevins                            | Église Saint-Nicolas               | | Classé MH (1979)       |              |
| Chambéry                          | Cathédrale Saint-François-de-Sales | XVe siècle/XVIe siècle | Classé MH (1906)       |              |
| Chambéry                          | Église Saint-Pierre de Lémenc      | XIe siècle : église romane XVIe siècle : reconstruction XVIIIe siècle : clocher rouge et toit XIXe siècle : exhaussement du sol | Classé MH (1900), 1966 |              |
| Chambéry                          | Église Notre-Dame                  | Art baroque savoyard (1599-1646)                                                                                                | Classé MH (1996)       |              |
| La Chambre                        | Collégiale Saint-Marcel            | | Classé MH (1939)       |              |
| Chamousset                        | Église Saint-Maurice               | Art baroque savoyard (Reconstruite entre 1714 et 1760, style composite mais qui se rattache au baroque tardif)                  | Classé MH (1950)       |              |
| Champagny-en-Vanoise              | Église Saint-Sigismond             | Art baroque savoyard (vers 1648)                                                                                                |                        |              |
| Les Chapelles                     | Église Saint-Martin                | Art baroque savoyard (1681-1686)                                                                                                |                        |              |
| Châteauneuf                       | Église Saint-Étienne               | Art baroque savoyard (1707 et 1724)                                                                                             |                        |              |
| Cléry                             | Église Saint-Jean-Baptiste         | XIIe siècle | Classé MH (1930)       |              |
| Coise-Saint-Jean-Pied-Gauthier    | Église Saint-Jean-Baptiste         | | Classé MH (1932)       |              |
| Courchevel (Saint-Bon-Tarentaise) | Église Saint-Bon                   | | Inscrit MH (1972)      |              |

### D à F
| Sommaire : | - Haut - A - B - C - D à F - G à L - M - N à Q - R - S - T à U - V à Y |

| Commune                   | Église                            | Notes                             | Protection        | Illustration |
| ------------------------- | --------------------------------- | --------------------------------- | ----------------- | ------------ |
| Les Échelles              | Église de l'Annonciation          |                                   |                   |              |
| École                     | Église Saint-Maurice              | Art baroque savoyard (1780-1781), |                   |              |
| Fontcouverte-la-Toussuire | Église Notre-Dame-de-l'Assomption | Art baroque savoyard (1720)       | Inscrit MH (1990) |              |

### G à L
| Sommaire : | - Haut - A - B - C - D à F - G à L - M - N à Q - R - S - T à U - V à Y |

| Commune                         | Église                                                                          | Notes                                                         | Protection                  | Illustration |
| ------------------------------- | ------------------------------------------------------------------------------- | ------------------------------------------------------------- | --------------------------- | ------------ |
| La Giettaz                      | Église Saint-Pierre-aux-Liens                                                   | XIXe siècle Restauration en 1964                              |                             |              |
| Grésy-sur-Isère                 | Église Saint-Pierre-aux-Liens                                                   | En ruine                                                      |                             |              |
| Hautecour                       | Église Saint-Étienne                                                            | Art baroque savoyard (1621-1687)                              | Classé MH (1971)            |              |
| Hauteluce                       | Église Saint-Jacques-d'Assyrie                                                  | Art baroque savoyard (1558, 1666-1672)                        | Classé MH (1943)            |              |
| Hauteville                      | Église Saint-Martin d'Hauteville-Gondon                                         | Art baroque savoyard (XVIIe siècle)                           |                             |              |
| Jarrier                         | Église Saint-Pierre-et-Saint-Clément                                            | Art baroque savoyard                                          | Classé MH (1990)            |              |
| Landry                          | Église Saint-Michel                                                             | Art baroque savoyard (avant 1687),                            | Classé MH (1975)            |              |
| Lanslebourg-Mont-Cenis          | ancienne église de l'Assomption-de-la-Vierge (installation de l'Espace Baroque) | Art baroque savoyard (XVIe siècle, XVIIe siècle, Chœur, 1613) | (Clocher) Inscrit MH (1952) |              |
| Lanslebourg-Mont-Cenis          | Église Notre-Dame-de-l'Assomption                                               |                                                               | Inscrit MH (1991)           |              |
| La Léchère (Doucy)              | Église Saint-André de Doucy                                                     | Art baroque savoyard (1680-1684 XVIIe siècle, XIXe siècle)    | Classé MH (1991)            |              |
| La Léchère (Feissons-sur-Isère) | Église Saint-Eusèbe de Feissons-sur-Isère                                       | reconstruite au XVIIIe siècle                                 |                             |              |
| La Léchère (Feissons-sur-Isère) | Église Saint-Maurice de Feissons-sur-Salins                                     | Art baroque savoyard (reconstruite au XVIIIe siècle)          |                             |              |
| La Léchère (Nâves-Fontaine)     | Église Saint-Pierre de Nâves-Fontaine                                           | Art baroque savoyard (fin du XVIIe siècle)                    |                             |              |
| Notre-Dame-du-Pré               | église Notre-Dame-du-Pré                                                        | Art baroque savoyard (fin du XVIIe siècle)                    |                             |              |

### M
| Sommaire : | - Haut - A - B - C - D à F - G à L - M - N à Q - R - S - T à U - V à Y |

| Commune                            | Église                            | Notes | Protection                          | Illustration |
| ---------------------------------- | --------------------------------- | --- | ----------------------------------- | ------------ |
| Marthod                            | Église Saint-Jean-Baptiste        | | Classé MH (1950)                    |              |
| Montsapey                          | Église Saint-Barthélémy           | 1866 | Classé MH (1988)/ Inscrit MH (1986) |              |
| Montvalezan                        | Église Saint-Jean-Baptiste        | Art baroque savoyard (XVIIe siècle) |                                     |              |
| Montvernier                        | Église Saint-Côme-et-Saint-Damien | Art baroque savoyard (Reconstruite en 1770)                                                                                                |                                     |              |
| La Motte-Servolex                  | Église Saint-Jean-Baptiste        | | Classé MH (1984)/ Inscrit MH (1944) |              |
| Moûtiers                           | Cathédrale Saint-Pierre           | XIe siècle / XIXe siècle | Classé MH (2014)/ Inscrit MH (1906) |              |
| Montfort (Commune de Saint-Marcel) | Eglise Saint-Roch                 | XIXe siècle (Montfort devenu paroisse autonome en 1865, église construite dans les années 1870-1880 sur les bases d'une ancienne chapelle) |                                     |              |

### N à Q
| Sommaire : | - Haut - A - B - C - D à F - G à L - M - N à Q - R - S - T à U - V à Y |

| Commune                | Église                                    | Notes                                             | Protection        | Illustration                                                  |
| ---------------------- | ----------------------------------------- | ------------------------------------------------- | ----------------- | ------------------------------------------------------------- |
| Orelle                 | Église Saint-Maurice d'Orelle             | Art baroque savoyard (1430)                       |                   | Lieu-dit et bourg d'Orelle, aussi appelé Chef-lieu. 73140.jpg |
| Orelle                 | Église Sainte-Marguerite d'Orelle         | Art baroque savoyard (1661)                       |                   |                                                               |
| La Plagne Tarentaise   | Église Saint-André de Bellentre           | ,                                                 |                   |                                                               |
| La Plagne Tarentaise   | Église Saint-Laurent de La Côte-d'Aime    | Art baroque savoyard (XIIe siècle)                |                   |                                                               |
| La Plagne Tarentaise   | Église Saint-Nicolas de Mâcot             | Art baroque savoyard                              |                   |                                                               |
| La Plagne Tarentaise   | Église Saint-François-de-Sales de Valezan | Art baroque savoyard (1727-1730)                  |                   |                                                               |
| Peisey-Nancroix        | Église de La Trinité                      | Art baroque savoyard (XVIIe siècle-XVIIIe siècle) | Inscrit MH (1926) |                                                               |
| Peisey-Nancroix        | Sanctuaire de Notre-Dame des Vernettes    | Art baroque savoyard (XVIIIe siècle),             | Inscrit MH (1983) |                                                               |
| La Perrière            | Église Saint-Jean-Baptiste                | Art baroque savoyard (1718-1729),                 |                   |                                                               |
| Pontamafrey-Montpascal | Église Saint-Michel de Montpascal         |                                                   | Inscrit MH (2015) |                                                               |
| Pontamafrey-Montpascal | Église Saint-Michel de Pontamafrey        |                                                   |                   |                                                               |
| Le Pont-de-Beauvoisin  | Église des Carmes                         | XVe siècle / XVIIe siècle                         | Classé MH (1992)  |                                                               |
| Queige                 | Église Sainte-Agathe                      | Art baroque savoyard (1673)                       |                   |                                                               |
|                        |                                           |                                                   |                   |                                                               |

### R
| Sommaire : | - Haut - A - B - C - D à F - G à L - M - N à Q - R - S - T à U - V à Y |

| Commune | Église | Notes | Protection | Illustration |
| ------- | ------ | ----- | ---------- | ------------ |
|         |        |       |            |              |
|         |        |       |            |              |
|         |        |       |            |              |

### S
| Sommaire : | - Haut - A - B - C - D à F - G à L - M - N à Q - R - S - T à U - V à Y |

| Commune                                | Église                                           | Notes                                                          | Protection        | Illustration |
| -------------------------------------- | ------------------------------------------------ | -------------------------------------------------------------- | ----------------- | ------------ |
| Saint-André                            | Église Notre-Dame du Villard                     | 1812 / 1844                                                    | Inscrit MH (2015) |              |
| Saint-François-Longchamp Montgellafrey | Église Saint-Théodule de Montgellafrey           | Agrandie en 1698                                               | Inscrit MH (1994) |              |
| Saint-Jean-de-Belleville               | Église Saint-Jean-Baptiste                       | Art baroque savoyard (Entre les XVIIe siècle et XVIIIe siècle) |                   |              |
| Saint-Jean-de-Maurienne                | Cathédrale Saint-Jean-Baptiste                   | XIe siècle / XVe siècle                                        | Classé MH (1906)  |              |
| Saint-Jean-de-Maurienne                | Église Notre-Dame                                | XIe siècle                                                     | Classé MH (1966)  |              |
| Saint-Jeoire-Prieuré                   | Église Saint-Georges du Prieuré                  | XIIe siècle                                                    | Inscrit MH (1952) |              |
| Saint-Martin-de-la-Porte               | Église Saint-Martin                              | [ 66 ]                                                         |                   |              |
| Saint-Michel-de-Maurienne              | Église Saint-Michel de Saint-Michel-de-Maurienne | Art baroque savoyard                                           |                   |              |
| Saint-Michel-de-Maurienne              | Église Notre-Dame-de-l'Assomption de Beaune      | Art baroque savoyard (1518)                                    |                   |              |
| Saint-Michel-de-Maurienne              | Église Saint-Laurent du Thyl                     | (1867)                                                         |                   |              |
| Saint-Nicolas-la-Chapelle              | Église Saint-Nicolas                             | Art baroque savoyard (Après 1774)                              | Inscrit MH (1989) |              |
| Saint-Oyen                             | Église Saint-Oyen                                | Art baroque savoyard (1701)                                    |                   |              |
| Saint-Sorlin-d'Arves                   | Église Saint-Saturnin                            | Art baroque savoyard (XVIIIe siècle, remaniée au XIXe siècle), | Inscrit MH (2004) |              |
| Sainte-Marie-de-Cuines                 | Église Notre-Dame-de-l'Assomption                | Art baroque savoyard (XIe siècle, remaniée au XIXe siècle),    | Inscrit MH (1949) |              |
| Séez                                   | Église Saint-Pierre                              | Art baroque savoyard (XIIe siècle, remaniée avant 1683),       |                   |              |
|                                        |                                                  |                                                                |                   |              |

### T à U
| Sommaire : | - Haut - A - B - C - D à F - G à L - M - N à Q - R - S - T à U - V à Y |

| Commune              | Église                             | Notes                                   | Protection | Illustration |
| -------------------- | ---------------------------------- | --------------------------------------- | ---------- | ------------ |
| Tignes — Les Boisses | Église Saint-Jacques-de-Tarentaise | 1950-1952                               |            |              |
| Ugine                | Église Saint-Laurent               | XIIe siècle, 1681-1685 (reconstruction) |            |              |

### V à Y
| Sommaire : | - Haut - A - B - C - D à F - G à L - M - N à Q - R - S - T à U - V à Y |

| Commune                   | Église                                         | Notes                                                                          | Protection       | Illustration |
| ------------------------- | ---------------------------------------------- | ------------------------------------------------------------------------------ | ---------------- | ------------ |
| Val-d'Isère               | Église Saint-Bernard                           | Art baroque savoyard (XVIIIe siècle)                                           |                  |              |
| Val-Cenis (Bramans)       | Église Notre-Dame-de-l'Assomption de Bramans   | Art baroque savoyard (XVIIe siècle)                                            |                  |              |
| Val-Cenis (Bramans)       | Église Saint-Pierre d'Extravache               | Art baroque savoyard (Remaniée après des incendies au XIVe siècle, puis 1803), | Classé MH (1966) |              |
| Val-Cenis (Lanslevillard) | Église Saint-Michel de Lanslevillard           | Art baroque savoyard,                                                          | Classé MH (1991) |              |
| Val-Cenis (Sardières)     | Église Saint-Laurent de Sardières              | Art baroque savoyard (chapelle devenue église en 1627),                        |                  |              |
| Val-Cenis (Sollières)     | Église Saint-Étienne de Sollières              | Art baroque savoyard (XVIIe siècle)                                            |                  |              |
| Val-Cenis (Termignon)     | Église Notre-Dame-de-l'Assomption de Termignon | Art baroque savoyard (XVe siècle, XVIIe siècle). Inscrit MH (1986)             | Classé MH (1991) |              |
| Valloire                  | Église Notre-Dame-de-l'Assomption              | Art baroque savoyard (XVIIe siècle)                                            | Classé MH (1945) |              |
| Villarodin-Bourget        | Église Saint-Pierre du Bourget                 |                                                                                | Classé MH (1984) |              |
| Yenne                     | Église Notre-Dame                              | Roman additionné de gothique (XIIe et XIVe)                                    | Classé MH (1987) |              |

### Sources Protection MH
1. ↑  « Eglise de Villagerel », notice no PA00118158, sur la plateforme ouverte du patrimoine, base Mérimée, ministère français de la Culture.
2. ↑  Notice no PA00118162, sur la plateforme ouverte du patrimoine, base Mérimée, ministère français de la Culture
3. ↑  « Église Saint-Sigismond d'Aime », notice no PA00118161, sur la plateforme ouverte du patrimoine, base Mérimée, ministère français de la Culture.
4. ↑  « Église paroissiale Notre-Dame (Inventaire général) », notice no IA73001148, sur la plateforme ouverte du patrimoine, base Mérimée, ministère français de la Culture
5. ↑  « Eglise de Conflans », notice no PA00118317, sur la plateforme ouverte du patrimoine, base Mérimée, ministère français de la Culture.
6. ↑  « Église Notre-Dame-de-l'Assomption d'Aussois », notice no PA00118186, sur la plateforme ouverte du patrimoine, base Mérimée, ministère français de la Culture.
7. ↑  « Église Saint-Thomas-Becket », notice no PA00118191, sur la plateforme ouverte du patrimoine, base Mérimée, ministère français de la Culture.
8. ↑  « clocher », notice no PA00118196, sur la plateforme ouverte du patrimoine, base Mérimée, ministère français de la Culture.
9. ↑  « Eglise Saint-Jean-Baptiste de Bessans », notice no PA73000002, sur la plateforme ouverte du patrimoine, base Mérimée, ministère français de la Culture.
10. ↑  « Église Notre-Dame-de-l'Assomption de Bonneval-sur-Arc », notice no PA00118207, sur la plateforme ouverte du patrimoine, base Mérimée, ministère français de la Culture.
11. ↑  « Église Saint-Laurent du Bourget-du-Lac », notice no PA00118217, sur la plateforme ouverte du patrimoine, base Mérimée, ministère français de la Culture.
12. ↑  « Église Saint-Nicolas de Cevins », notice no PA00118221, sur la plateforme ouverte du patrimoine, base Mérimée, ministère français de la Culture.
13. ↑  « Cathédrale Saint-François-de-Sales », notice no PA00118223, sur la plateforme ouverte du patrimoine, base Mérimée, ministère français de la Culture.
14. ↑  « Église de Lémenc », notice no PA00118230, sur la plateforme ouverte du patrimoine, base Mérimée, ministère français de la Culture.
15. ↑  « Église », notice no PA00118231, sur la plateforme ouverte du patrimoine, base Mérimée, ministère français de la Culture.
16. ↑  « Collégiale Saint-Marcel de La Chambre », notice no PA00118244, sur la plateforme ouverte du patrimoine, base Mérimée, ministère français de la Culture.
17. ↑  « Église », notice no PA00118245, sur la plateforme ouverte du patrimoine, base Mérimée, ministère français de la Culture.
18. ↑  « Église Saint-Jean-Baptiste de Cléry », notice no PA00118251, sur la plateforme ouverte du patrimoine, base Mérimée, ministère français de la Culture.
19. ↑  « Église Saint-Jean-Baptiste de Saint-Jean-Pied-Gauthier », notice no PA00118253, sur la plateforme ouverte du patrimoine, base Mérimée, ministère français de la Culture.
20. ↑  « Église Saint-Bon de Saint-Bon-Tarentaise », notice no PA00118292, sur la plateforme ouverte du patrimoine, base Mérimée, ministère français de la Culture.
21. ↑  « Eglise et croix monumentale », notice no PA00118323, sur la plateforme ouverte du patrimoine, base Mérimée, ministère français de la Culture.
22. ↑  « Église de Saint-Étienne de Hautecour », notice no PA00118260, sur la plateforme ouverte du patrimoine, base Mérimée, ministère français de la Culture.
23. ↑  « Eglise Saint-Jacques d'Assyrie », notice no PA00118262, sur la plateforme ouverte du patrimoine, base Mérimée, ministère français de la Culture.
24. ↑  « Église Saint-Pierre-et-Saint-Clément de Jarrier », notice no PA00118325, sur la plateforme ouverte du patrimoine, base Mérimée, ministère français de la Culture.
25. ↑  « Église Saint-Michel de Landry », notice no PA00118264, sur la plateforme ouverte du patrimoine, base Mérimée, ministère français de la Culture.
26. ↑  « Eglise (ancienne) », notice no PA00118266, sur la plateforme ouverte du patrimoine, base Mérimée, ministère français de la Culture
27. ↑  « Église Notre-Dame-de-l'Assomption de Lanslebourg », notice no PA00118265, sur la plateforme ouverte du patrimoine, base Mérimée, ministère français de la Culture
28. ↑  « Eglise de Doucy », notice no PA00118271, sur la plateforme ouverte du patrimoine, base Mérimée, ministère français de la Culture
29. ↑  « Église Saint-Jean-Baptiste de Marthod », notice no PA00118273, sur la plateforme ouverte du patrimoine, base Mérimée, ministère français de la Culture.
30. ↑  « Église Saint-Barthélémy de Montsapey », notice no PA00118280, sur la plateforme ouverte du patrimoine, base Mérimée, ministère français de la Culture.
31. ↑  « Église Saint-Jean-Baptiste de La Motte-Servolex », notice no PA00118282, sur la plateforme ouverte du patrimoine, base Mérimée, ministère français de la Culture.
32. ↑  « Cathédrale Saint-Pierre de Moûtiers », notice no PA00118283, sur la plateforme ouverte du patrimoine, base Mérimée, ministère français de la Culture.
33. ↑  « Église et son cimetière », notice no PA00118286, sur la plateforme ouverte du patrimoine, base Mérimée, ministère français de la Culture.
34. ↑  « Sanctuaire de Notre-Dame des Vernettes », notice no PA00118287, sur la plateforme ouverte du patrimoine, base Mérimée, ministère français de la Culture.
35. ↑  « Église Saint-Michel de Montpascal », notice no PA73000027, sur la plateforme ouverte du patrimoine, base Mérimée, ministère français de la Culture
36. ↑  « Église des Carmes du Pont-de-Beauvoisin », notice no PA00118288, sur la plateforme ouverte du patrimoine, base Mérimée, ministère français de la Culture
37. ↑  « Église Notre-Dame du Villard », notice no PA73000028, sur la plateforme ouverte du patrimoine, base Mérimée, ministère français de la Culture.
38. ↑  « Église », notice no PA00132956, sur la plateforme ouverte du patrimoine, base Mérimée, ministère français de la Culture.
39. ↑  « Cathédrale Saint-Jean-Baptiste de Saint-Jean-de-Maurienne », notice no PA00118296, sur la plateforme ouverte du patrimoine, base Mérimée, ministère français de la Culture.
40. ↑  « Église Notre-Dame de Saint-Jean-de-Maurienne », notice no PA00118298, sur la plateforme ouverte du patrimoine, base Mérimée, ministère français de la Culture.
41. ↑  « Église Saint-Georges du Prieuré », notice no PA00118300, sur la plateforme ouverte du patrimoine, base Mérimée, ministère français de la Culture.
42. ↑  « Église Saint-Nicolas de Saint-Nicolas-la-Chapelle », notice no PA00118327, sur la plateforme ouverte du patrimoine, base Mérimée, ministère français de la Culture.
43. ↑  « Église », notice no PA00118301, sur la plateforme ouverte du patrimoine, base Mérimée, ministère français de la Culture.
44. ↑  « Église Notre-Dame-de-l'Assomption », notice no PA00118301, sur la plateforme ouverte du patrimoine, base Mérimée, ministère français de la Culture.
45. ↑  « Église Saint-Pierre », notice no PA00118219, sur la plateforme ouverte du patrimoine, base Mérimée, ministère français de la Culture.
46. 1 2  « Eglise Saint-Michel », notice no PA00118268, sur la plateforme ouverte du patrimoine, base Mérimée, ministère français de la Culture.
47. ↑  « Église de l'Assomption de Valloire », notice no PA00118314, sur la plateforme ouverte du patrimoine, base Mérimée, ministère français de la Culture.
48. ↑  « Église Saint-Pierre du Bourget », notice no PA00118315, sur la plateforme ouverte du patrimoine, base Mérimée, ministère français de la Culture.
49. ↑  « Église Notre-Dame d'Yenne », notice no PA00118316, sur la plateforme ouverte du patrimoine, base Mérimée, ministère français de la Culture.

### Sources paroissiales
Issus du site de l'archidiocèse de Chambéry, Maurienne et Tarentaise - catholique-savoie.cef.fr

### Ouvrages
1. 1 2 3 4 5 6  Musée virtuel des Pays de Savoie, p. Présentation.
2. ↑  Brocard : Gothique, p. Présentation.
3. ↑  Brocard : Baroque, p. Présentation.
4. ↑  Hermann 2002, p. Présentation.
5. 1 2 3 4  Palluel-Guillard 1986, p. 210.
6. ↑  Annick Rey-Bogey, L'architecture et l'élan religieux de la Savoie au XIXe siècle : du Concordat à la rupture, 1802-1905, la reconstruction des églises dans les diocèses de Chambéry, Maurienne et Tarentaise, vol. 110, Chambéry, Société savoisienne d'histoire et d'archéologie, 2007, 238 p. (ISBN 978-2-85092-007-3), p. 135.
7. ↑  Filippo De Pieri, « L'expertise manquée. Le Conseil des Édiles et le développement urbain de Turin, 1822-1848 », Histoire urbaine, vol. 3, no 14,‎ 2005, p. 81-98 (lire en ligne), aux éditions Société française d'histoire urbaine.
8. ↑  Les Bauges : entre lacs et Isère. Histoire et patrimoine, vol. 107, Société savoisienne d'histoire et d'archéologie, coll. « Mémoires et Documents », 2004, 350 p. (ISBN 978-2-85092-000-4), p. 119.
9. ↑  Art et archéologie en Rhône Alpes, no 4, 1988, p. 134.
10. ↑  Actes 1978, p. 228.
11. ↑  Actes 1978, p. 233.
12. ↑  Sur les chemins du Baroque : Tarentaise, p. 23-30 (lire en ligne).
13. ↑  Brocard - Sabaudia, p. Notes sur les édifices et les artistes : Note 2 : Villargerel, Église (lire en ligne).
14. ↑  Sur les chemins du Baroque : Tarentaise, p. 219-226 (lire en ligne).
15. ↑  Sur les chemins du Baroque : Tarentaise, p. 215-218 (lire en ligne).
16. ↑  Livre II - L'art sacré en Savoie, p. 22-25 (lire en ligne).
17. ↑  « Église paroissiale Saint-Simon », sur patrimoine-aixlesbains.fr (consulté le 22 août 2016)
18. ↑  Raymond Oursel, Les chemins du sacré : L'art sacré en Savoie, Montmélian, La Fontaine de Siloé, coll. « Les Savoisiennes », 2007, 393 p. (ISBN 978-2-84206-350-4, lire en ligne), p. 163.
19. ↑  Sur les chemins du Baroque : Beaufortain-Arly, p. 21-32 (lire en ligne).
20. ↑  Brocard - Sabaudia, p. Notes sur les édifices et les artistes : Note 11 : Albertville-Conflans, Eglise (lire en ligne).
21. ↑  Sur les chemins du Baroque : Tarentaise, p. 109-116 (lire en ligne).
22. ↑  Sur les chemins du Baroque : Maurienne, p. 191-202 (lire en ligne).
23. ↑  Livre II - L'art sacré en Savoie, p. 36 (lire en ligne).
24. ↑  Sur les chemins du Baroque : Maurienne, p. 145-156 (lire en ligne).
25. ↑  Sur les chemins du Baroque : Beaufortain-Arly, p. 73-84 (lire en ligne).
26. ↑  Sur les chemins du Baroque : Beaufortain-Arly, p. 85-96 (lire en ligne).
27. ↑  Sur les chemins du Baroque : Tarentaise, p. 79-88 (lire en ligne).
28. ↑  Jean Gottar, Bonneval-sur-Arc : les seigneurs de l'Alpe, p. 123-126, La Fontaine de Siloé, Montmélian, 2005  (ISBN 2-84206-283-3) Extraits.
29. ↑  Sur les chemins du Baroque : Tarentaise, p. 125-132 (lire en ligne).
30. ↑  Brocard - Sabaudia, p. I-1. Du gothique au baroque en passant par le classicisme.
31. ↑  Brocard - Sabaudia, p. Notes sur les édifices et les artistes : Note 15 : Chamousset, Eglise (lire en ligne).
32. ↑  Sur les chemins du Baroque : Tarentaise, p. 139-151 (lire en ligne).
33. ↑  Sur les chemins du Baroque : Tarentaise, p. 241-248 (lire en ligne).
34. ↑  Brocard - Sabaudia, p. Notes sur les édifices et les artistes : Note 16 : Châteauneuf, Eglise (lire en ligne).
35. ↑  Brocard - Sabaudia, p. Notes sur les édifices et les artistes : Note 9 : École, Eglise (lire en ligne).
36. ↑  Françoise Dantzer, Les Bauges : Terre d'art sacré, La Fontaine de Siloé, coll. « Les Savoisiennes », 2005, 251 p. (ISBN 978-2-84206-272-9, lire en ligne), p. 183.
37. ↑  Sur les chemins du Baroque : Maurienne, p. 73-82 (lire en ligne).
38. ↑  Sur les chemins du Baroque : Tarentaise, p. 53-58 (lire en ligne).
39. ↑  Sur les chemins du Baroque : Beaufortain-Arly, p. 59-71 (lire en ligne).
40. ↑  Sur les chemins du Baroque : Tarentaise, p. 255-264 (lire en ligne).
41. ↑  Sur les chemins du Baroque : Maurienne, p. 57-64 (lire en ligne).
42. ↑  Sur les chemins du Baroque : Tarentaise, p. 173-180 (lire en ligne).
43. ↑  Livre II - L'art sacré en Savoie, p. 206-207 (lire en ligne).
44. ↑  Brocard - Sabaudia, p. Notes sur les édifices et les artistes : Note 13 : Lanslebourg, Eglise (lire en ligne).
45. ↑  Sur les chemins du Baroque : Tarentaise, p. 45-52 (lire en ligne).
46. ↑  Hudry V2 2008, p. 59-65 (lire en ligne).
47. ↑  Sur les chemins du Baroque : Tarentaise, p. 31-38 (lire en ligne).
48. ↑  Sur les chemins du Baroque : Tarentaise, p. 151-156 (lire en ligne).
49. ↑  Sur les chemins du Baroque : Tarentaise, p. 285-292 (lire en ligne).
50. ↑  Brocard - Sabaudia, p. Notes sur les édifices et les artistes : Note 16 : Montvernier, Eglise (lire en ligne).
51. ↑  Sur les chemins du Baroque : Maurienne, p. 135-144 (lire en ligne).
52. ↑  « Eglise Sainte-Marguerite, Orelle - Patrimoine religieux », sur Storyguide - Cirkwi, 3 avril 2022 (consulté le 17 octobre 2022)
53. ↑  Sur les chemins du Baroque : Tarentaise, p. 165-172 (lire en ligne).
54. ↑  Livre II - L'art sacré en Savoie, p. 172-173 (lire en ligne).
55. ↑  Sur les chemins du Baroque : Tarentaise, p. 227-234 (lire en ligne).
56. ↑  Sur les chemins du Baroque : Tarentaise, p. 157-164 (lire en ligne).
57. ↑  Sur les chemins du Baroque : Tarentaise, p. 235-240 (lire en ligne).
58. ↑  Sur les chemins du Baroque : Tarentaise, p. 181-192 (lire en ligne).
59. ↑  Sur les chemins du Baroque : Tarentaise, p. 193-204 (lire en ligne).
60. ↑  Brocard - Sabaudia, p. Notes sur les édifices et les artistes : Note 6 : Peisey-Nancroix, Grandes chapelles des Vernettes (lire en ligne).
61. ↑  Sur les chemins du Baroque : Tarentaise, p. 101-108 (lire en ligne).
62. ↑  Livre II - L'art sacré en Savoie, p. 225 (lire en ligne).
63. ↑  Sur les chemins du Baroque : Beaufortain-Arly, p. 40-50 (lire en ligne).
64. ↑  Sur les chemins du Baroque : Maurienne, p. 23-36 (lire en ligne).
65. ↑  Sur les chemins du Baroque : Tarentaise, p. 65-72 (lire en ligne).
66. ↑  Sur les chemins du Baroque : Maurienne, p. 111-118 (lire en ligne).
67. ↑  Sur les chemins du Baroque : Maurienne, p. 101-110 (lire en ligne).
68. ↑  Brocard - Sabaudia, p. Notes sur les édifices et les artistes : Note 21 : Saint-Nicolas-la-Chapelle, Eglise (lire en ligne).
69. ↑  Sur les chemins du Baroque : Tarentaise, p. 39-44 (lire en ligne).
70. ↑  Sur les chemins du Baroque : Maurienne, p. 87-96 (lire en ligne).
71. ↑  Livre II - L'art sacré en Savoie, p. 246 (lire en ligne).
72. ↑  Sur les chemins du Baroque : Maurienne, p. 45-56 (lire en ligne).
73. ↑  Brocard - Sabaudia, p. Notes sur les édifices et les artistes : Note 1 : Sainte-Marie-de-Cuines, Église (lire en ligne).
74. ↑  Sur les chemins du Baroque : Tarentaise, p. 275-284 (lire en ligne).
75. ↑  Livre II - L'art sacré en Savoie, p. 248-249 (lire en ligne).
76. ↑  Sur les chemins du Baroque : Tarentaise, p. 299-308 (lire en ligne).
77. ↑  Sur les chemins du Baroque : Tarentaise, p. 309-319 (lire en ligne).
78. ↑  Sur les chemins du Baroque : Maurienne, p. 203-214 (lire en ligne).
79. ↑  Sur les chemins du Baroque : Maurienne, p. 215-216 (lire en ligne).
80. ↑  Livre II - L'art sacré en Savoie, p. 44-45 (lire en ligne).
81. ↑  Sur les chemins du Baroque : Maurienne, p. 251-264 (lire en ligne).
82. ↑  Brocard - Sabaudia, p. Notes sur les édifices et les artistes : Note 14 : Lanslevillard, Eglise (lire en ligne).
83. ↑  Sur les chemins du Baroque : Maurienne, p. 229-236 (https://books.google.fr/books?id=xdj6rEIvJ0IC&pg=PA229 lire en ligne]).
84. ↑  fondation-facim.fr, Les chemins du Baroque en Maurienne, Église de Saint Laurent.
85. ↑  Sur les chemins du Baroque : Maurienne, p. 217-228 (https://books.google.fr/books?id=xdj6rEIvJ0IC&pg=PA217 lire en ligne]).
86. ↑  Sur les chemins du Baroque : Maurienne, p. 237-244 (lire en ligne).
87. ↑  « Église », notice no PA00118311, sur la plateforme ouverte du patrimoine, base Mérimée, ministère français de la Culture.
88. ↑  Sur les chemins du Baroque : Maurienne.

#### Ouvrages généraux
- Jean-Pierre Leguay et Thérèse Leguay, La Haute-Savoie, Éditions de Borée, 2001, 127 p. (ISBN 978-2-84494-056-8).
- Michèle Brocard, Lucien Lagier-Bruno, André Palluel-Guillard, Histoire des communes savoyardes : Aix-les-Bains et ses environs - Les Bauges - La Chartreuse - La Combe de Savoie - Montmélian (vol. 2), Roanne, Éditions Horvath, 1984, 463 p. (ISBN 978-2-7171-0310-6).
- Michèle Brocard, Maurice Messiez-Poche, Pierre Dompnier, Histoire des communes savoyardes : La Maurienne - Chamoux - La Rochette (vol. 3), Roanne, Éditions Horvath, 1983, 558 p. (ISBN 978-2-7171-0289-5).
- Michèle Brocard, Lucien Lagier-Bruno et André Palluel-Guillard, Histoire des communes savoyardes, vol. 1 : Chambéry et ses environs. Le Petit Bugey, Roanne, Éditions Horvath, 1982, 475 p. (ISBN 978-2-7171-0229-1).
- Marius Hudry, Histoire des communes savoyardes : Albertville et son arrondissement (vol. 4), Roanne, Éditions Horvath, 1982, 444 p. (ISBN 978-2-7171-0263-5).

#### Ouvrages spécialisés
- Raymond Oursel, Les chemins du sacré : L'art sacré en Savoie, vol. 1, Montmélian, La Fontaine de Siloé, coll. « Les Savoisiennes », 2008, 393 p. (ISBN 978-2-84206-350-4, lire en ligne).
- Raymond Oursel et Pascal Lemaître, Les chemins du sacré : Pèlerinage architectural, vol. 2, La Fontaine de Siloé, coll. « Les Savoisiennes », 2008, 267 p. (ISBN 978-2-84206-350-4, lire en ligne).
- Françoise Dantzer, Les Bauges : Terre d'art sacré, La Fontaine de Siloé, coll. « Les Savoisiennes », 2005, 251 p. (ISBN 978-2-84206-272-9, lire en ligne).
- Marie-Thérèse Hermann, Architecture et vie traditionnelle en Savoie, La Fontaine de Siloé, 2002 (2e édition), 303 p. (ISBN 978-2-84206-212-5, lire en ligne).
- Revue "L'Histoire en Savoie", abbé Marius Hudry, Jean-Marc Ferley, « Les églises néo-classiques sardes », Société savoisienne d'histoire et d'archéologie, numéro spécial de 1986.
- Urbanisme et architecture en Savoie : Actes du XXVIIe Congrès des Sociétés Savantes de la Savoie, Thonon-les-Bains, 1978, Académie Chablaisienne, 1982, 259 p.
- Robert Avezou, Répertoire des églises de la Haute-Savoie (sur fiches, vers 1930).
- Série Sur les chemins du Baroque (Fondation pour l'action culturelle internationale en montagne)
  - Marius Hudry, Fondation pour l'action culturelle internationale en montagne, En Tarentaise : sur les chemins du Baroque, vol. 2, Chambéry/Montmélian, La Fontaine de Siloé - FACIM, coll. « Les Patrimoines », 2008, 335 p. (ISBN 978-2-84206-422-8, lire en ligne). .
  - Dominique Peyre, En Maurienne : sur les chemins du Baroque, vol. 3, La Fontaine de Siloé, coll. « Les Patrimoines », 2001, 190 p. (ISBN 978-2-84206-169-2, lire en ligne). .
  - Michelle Leroy, Geneviève de Montleau, Fondation pour l'action culturelle internationale en montagne, En Beaufortain et Val d'Arly : sur les chemins du Baroque, vol. 1, La Fontaine de Siloé, coll. « Les Patrimoines », 1999, 190 p. (ISBN 978-2-84206-108-1, lire en ligne). .